# Zephyr
Zephyr es un protocolo de mensajería y notificación en tiempo real, desarrollado en la década de los años 1980 por el MIT. Se puede considerar como la primera aplicación de mensajería instantánea, puesto que ya incluía en su funcionamiento los conceptos de presencia y disponibilidad más allá del finger y el talk.
Se sigue utilizando en algunos centros, sobre todo académicos y de investigación, como el propio MIT o el CERN.
- Datos: Q191370